# Sericostachys
Sericostachys là chi thực vật có hoa trong họ Amaranthaceae.